# تراکونی
تراکونی (به لاتین: Trachoni) یک منطقهٔ مسکونی در قبرس شمالی است که در ناحیه لفکوشا واقع شده‌است. تراکونی ۴۵۴ نفر جمعیت دارد.